# Döme Dezső
Döme Dezső (Budapest, 1953. augusztus 24. – 2023. június 11. magyar bluesdobos.

## Pályafutása
1970 közepén nagyon fiatalon (17 évesen) kezdte a pályafutását Radics Béla Tűzkerék együttesében, ez a formáció 1971 végén feloszlott. 1975–76-ban a Nevada együttes dobosa. 1977 és 1978-ban ismét Radics Tűzkerék együttesének tagja. 
1979-ben került a Hobo Blues Bandbe, ahol Pálmai Zoltánnal egy ideig dobospárost alkottak, majd 1980-ban távozott az együttesből. 1983-ban visszatért a Hobo Blues Bandbe, és már ő dobolt Deák Bill Gyula Rossz vér c. lemezén. A Hobo Blues Bandből 1989-ben kilépett. 
1994-ben csatlakozott a Tunyogi Bandhez, amelynek 1997-ig a tagja. 1995-ben a P. Mobilnak is tagja volt.  2006–07-ben az Új Tunyogi Band dobosa, valamint állandó tagja a Radics Béla emlékzenekarnak.

## Diszkográfia

### Tűzkerék
- Tűzkerék '78 – Koncertfelvétel (LP, 2010)

### Hobo Blues Band
- Rossz vér (1983, Deák Bill Gyula első lemeze)
- Vadászat (1984)
- Esztrád (1986)
- Vándor az úton (1987, Jim Morrison emlékműsorának anyaga)
- Csavargók könyve (1988)
- Tiltott gyümölcs (1989)